# Catador de material reciclável

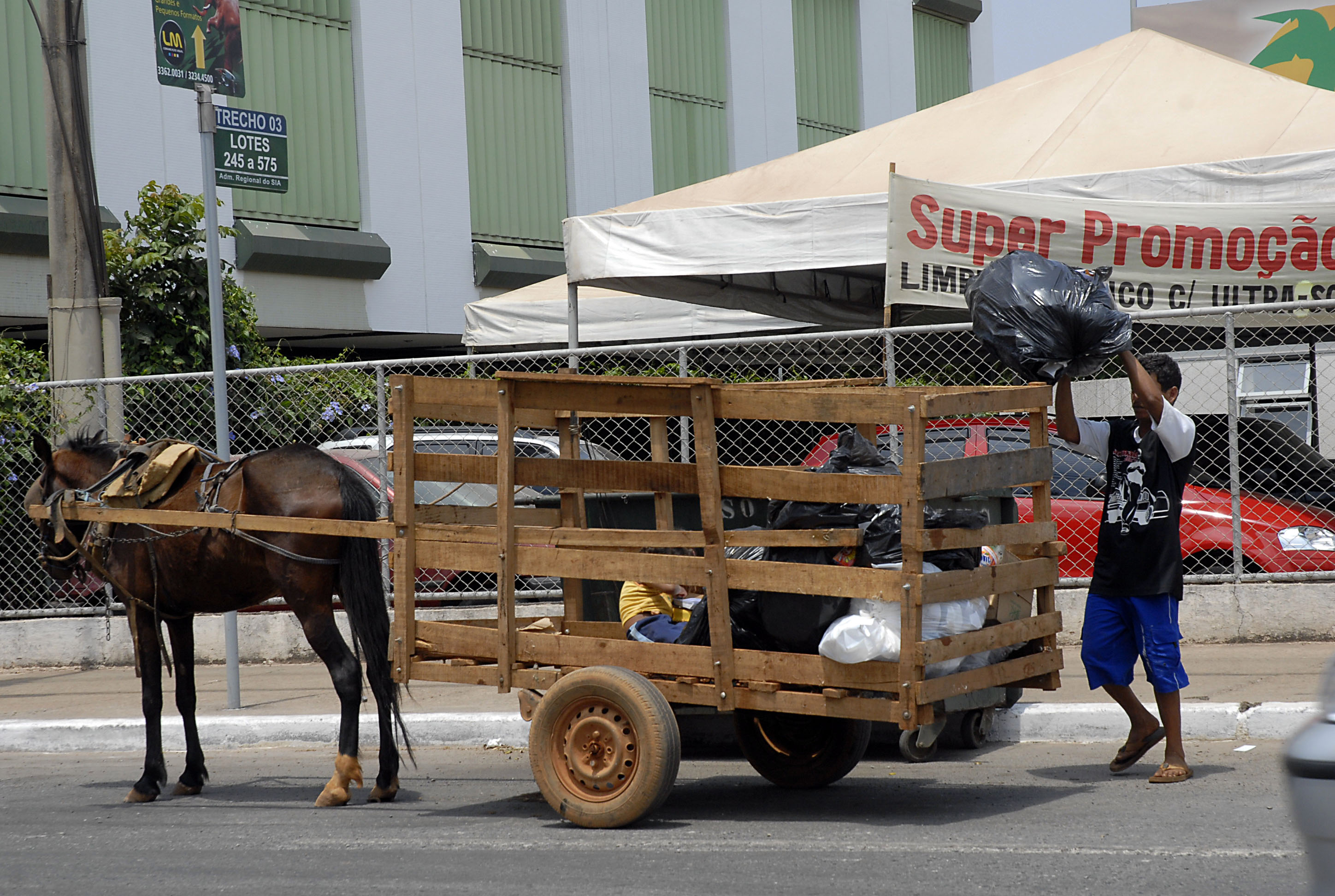
Um catador de papel pelas ruas de Brasília.

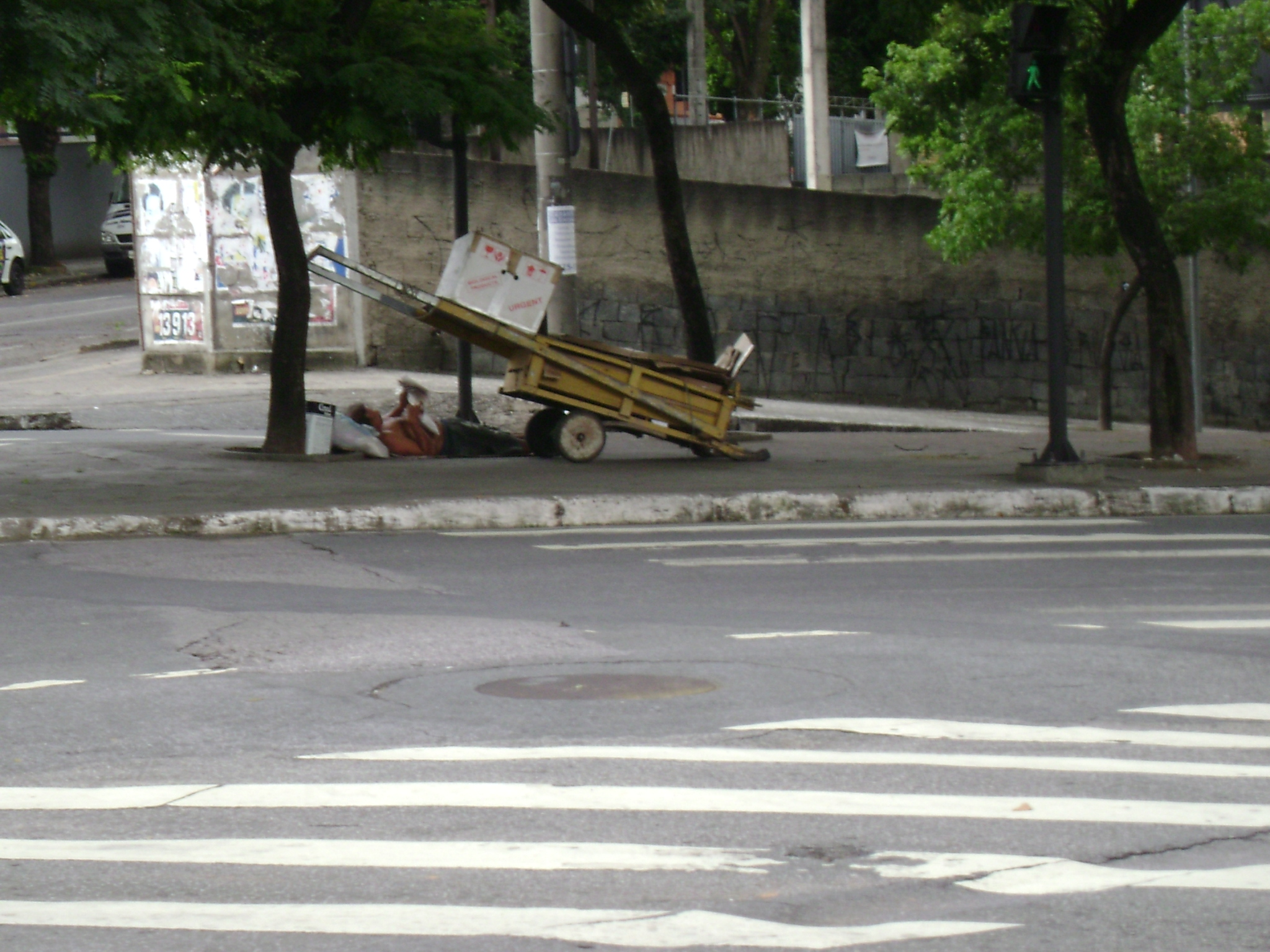
Um catador nas ruas de Belo Horizonte.

O catador de material reciclável é um trabalhador urbano que recolhe os resíduos sólidos recicláveis, tais como papelão, alumínio, vidro e outros.
No Brasil, segundo os dados da Pesquisa Nacional de Saneamento Básico – PNSB do Instituto Brasileiro de Geografia e Estatística – IBGE, de 2008, dos 5507 municípios, cerca de 50% possuem lixões, onde os resíduos são dispostos a céu aberto, muitas vezes às margens de córregos, sem qualquer tipo de tratamento, poluindo o solo, a água e o ar, com muitos riscos à saúde da população.
Além da poluição ambiental, constata-se também, nesses locais, um grave problema de degradação social, pela presença de catadores nos lixões, adultos e crianças que sobrevivem da separação e comercialização dos materiais recicláveis presentes no lixo urbano. Essas pessoas trabalham em condições extremamente precárias, sujeitas a todo tipo de contaminação e doenças, sendo que muitas vezes retiram do lixo o seu alimento. Além disso, a qualidade do material coletado nessas condições é pior, o que é demonstrado pelos baixíssimos preços praticados nesse mercado. Os catadores vivem ainda à margem de todos os direitos sociais e trabalhistas, excluídos da maior parte da riqueza que o mercado de reciclagem movimenta e produz. Crianças e adolescentes, que deveriam estar na escola, vêem-se obrigados a trabalhar para garantir a própria sobrevivência.
Os catadores também atuam nas ruas da grande maioria dos municípios brasileiros. O número de catadores varia de cidade para cidade e, embora não haja uma avaliação precisa, existe uma tendência evidente de crescimento dessa atividade nas cidades, agravada pelo desemprego crescente no País.

## Trabalho dos catadores
O trabalho desenvolvido pelos (as) catadores (as), coletando entre 10% e 20% dos resíduos sólidos urbanos, apresenta um caráter de grande relevância social e ambiental. Eles participam da realização de um serviço público cuja responsabilidade é constitucionalmente do governo local. Entretanto, esses trabalhadores não têm merecido a devida atenção por parte dos poderes públicos e da sociedade. Ao contrário, muitas vezes, são confundidos com mendigos e vadios, merecedores de repressão e desprezo. É dessas relações sociais concretas e contraditórias que são construídas as identidades dos sujeitos, homens e mulheres, de várias faixas etárias, inclusive jovens e crianças, hoje denominados de catadores e catadoras de material reciclável, que vivem relações de exclusão e que são por eles mesmos assimilados e assumidos e, portanto, manifestam pouca noção sobre seus direitos de cidadania e de como lutar por eles.
A atividade da catação de papel, papelão e outros materiais recicláveis, envolve toda a família quer seja no trabalho de rua quer seja no local de armazenamento dos resíduos recicláveis. Entretanto, não se trata só de moradores de rua (a maioria dessa população sobrevive dessa ocupação conforme censo de SP de 11 mil pessoas); mas também de pessoas inseridas em condições de pobreza  vivendo a maioria em ocupações irregulares, em assentamentos organizados pelo Governo ou mesmo em lotes adquiridos. São famílias inteiras envolvidas na catação de materiais e muitas vezes os locais onde moram dificultam o acesso a equipamentos sociais como postos de saúde e escolas. Em muitos casos as crianças e os adolescentes estão fora da escola e não têm tido o acesso à saúde como é de direito. Muitos desses meninos e meninas estão desnutridos e doentes. As moradias ou barracos próximos aos lixões ficam sujeitos ainda a acidentes e os jovens enfrentam outros problemas como abuso sexual, gravidez precoce e uso de drogas.
Contrapondo-se à situação de miséria dessa população, pode-se observar o aumento crescente da quantidade de lixo e do enorme desperdício de materiais. De acordo com o IBGE, de 1989 a 2000, a população brasileira aumentou 16% enquanto a quantidade de lixo coletada no mesmo período aumentou 56%. Com o processo de industrialização da economia e o marketing agressivo, as embalagens, os produtos descartáveis e os produtos de baixa durabilidade vêm contribuindo para o incremento na geração de resíduos. O alheamento da sociedade em relação aos problemas relacionados ao lixo gerado por cada cidadão é assustador, traduzido no desperdício e na precariedade da limpeza nas cidades. Além do problema cultural, verifica-se ainda o despreparo generalizado do quadro técnico das prefeituras municipais para lidar com os aspectos relacionados à gestão dos resíduos e ainda uma falta de visão política mais ampla que promova a participação social na busca de soluções para os problemas e que incorpore os catadores nos sistemas de coleta seletiva municipais.
Alguns grupos de catadores, que tiveram apoio de instituições conseguiram se organizar em associações e cooperativas e já conquistaram o reconhecimento de seu trabalho pelos governos e comunidades locais. Essas experiências têm se demonstrado alternativas viáveis de inserção sócio-econômica, pois têm como princípio básico o resgate da cidadania desses trabalhadores por meio da promoção de sua qualificação profissional e da implantação de infra-estrutura digna de trabalho que lhes garanta sustentabilidade econômica. São, dessa forma, construídos e consolidados projetos de geração de trabalho e renda, capazes de inserir, no tecido social, inúmeras vidas antes destinadas à marginalidade.

## O Movimento Nacional dos Catadores e o processo de organização
A maioria das experiências de organização de catadores nas diversas regiões do País têm tido o apoio do Fórum de Estudos sobre População de Rua por meio das entidades que o compõem como a Organização do Auxílio Fraterno – OAF, a Pastoral de Rua de Belo Horizonte, a Cáritas Brasileira, Pangea – Centro de Estudos Socioambientais. Responsável pela organização de Encontros e Seminários Nacionais, o Fórum de Estudos sobre População de Rua tem empreendido esforços na busca de ampliar o apoio às organizações de catadores na construção de referenciais teórico-práticos inovadores. Em Belo Horizonte, a partir da atuação da Pastoral de Rua, precursora no apoio à organização de catadores na capital mineira desde o final da década de 1980, foi criado o Centro de Apoio ao Povo da Rua, que tem dado continuidade a esse trabalho junto aos catadores de rua de Belo Horizonte, já que não há lixão no município.
Em Brasília, nos dias 4, 5 e 6 de junho de 2001, foi realizado o I Congresso Nacional dos Catadores de Materiais Recicláveis, com a presença de 1.700 participantes – catadores que atuam nas ruas das cidades e nos lixões, técnicos e agentes sociais. Esse evento, que contou com apoiadores como o Ministério do Meio Ambiente, CNBB, CESE, CERIS e Cáritas Brasileira, dentre outros, teve como resultado a “Carta de Brasília”, documento que expressa a linha mestra da luta dos catadores em todo o País. Nessa ocasião, foi eleita a “Comissão do Movimento Nacional de Catadores de Materiais Recicláveis”, formada por 25 lideranças de catadores de várias regiões do Brasil. Durante esse encontro foi possível aprofundar o debate sobre a atuação dos catadores como agentes de transformações sociais e ambientais e discutir inúmeros aspectos da sua relação com o mercado e com a sociedade em geral. Também se discutiu a necessidade de políticas públicas eficientes para a solução dos problemas ambientais e sociais.
Desde então, têm sido realizados encontros da Comissão do Movimento Nacional dos Catadores, responsável pela articulação do Movimento nas diversas regiões do País. Essa articulação tem como objetivos discutir e propor estratégias para fortalecer as Associações e Cooperativas existentes e apoiar a criação de novas organizações, buscando criar possibilidades de capacitação, de trabalho e de aumento de renda para a categoria. Trata-se de um movimento que luta pela ocupação de um novo espaço de trabalho, em condições mais dignas e que amplia a discussão política sobre as relações sociais, o meio ambiente e o desenvolvimento econômico.
O I Congresso Nacional de Catadores deu visibilidade à categoria, enfatizando as dimensões sociais e econômicas presentes nas políticas de gestão de resíduos sólidos urbanos, apontando a importância para a priorização da inclusão de segmentos sociais vulneráveis como os catadores, como forma de promover justiça social e gerar renda e cidadania.
Como continuidade desse processo, foi realizado, nos dias 20 a 23 de janeiro deste ano, em Caxias do Sul, RS, o I Congresso Latino-Americano de Catadores, que culminou com a participação de 800 catadores na Marcha do Fórum Social Mundial, para a divulgação da “Carta de Caxias”. Nesse encontro, os objetivos foram expandidos para os países do continente latino americano. A importância do fortalecimento dos movimentos sociais, no Brasil e na América Latina, se impõe de forma inquestionável.
Em Belo Horizonte, de 27 a 31 de outubro de 2003, foi realizado o II Festival Lixo e Cidadania que reforçou a importância do Movimento Nacional dos Catadores para garantir a viabilização sócio-econômica dessa categoria e para o reconhecimento da sua inserção nos sistemas de gestão de resíduos sólidos urbanos nos municípios brasileiros. Nesse evento, foram evidenciadas as demandas dos catadores, essencialmente voltadas para a formação e capacitação e para a infra-estrutura dos seus empreendimentos. Também foi ressaltada a falta de informações precisas sobre a situação dos catadores no País, dificultando a definição de políticas públicas de apoio à categoria.
Articulando proteção ambiental com cidadania, reciclagem de materiais e de vidas, o Movimento Nacional dos Catadores sustenta bandeiras históricas da sociedade: justiça social, preservação ambiental e qualidade de vida, reafirmando a possibilidade de uma outra ordem mundial. O fortalecimento das organizações de catadores, enquanto agentes sociais e ambientais, é, portanto, uma estratégia central na construção de uma política de resíduos sólidos que promova a participação cidadã no desenvolvimento de uma nova cultura, com a revisão de valores e práticas, voltada à minimização da geração de resíduos e à solidariedade social.
Entretanto, a conjuntura atual apresenta um novo desafio: enfrentar a tentativa de apropriação dos ser\viços que os catadores conquistaram por parte de grandes empresas, interessadas nos recicláveis. O interesse especulativo de grupos econômicos, ansiosos pela apropriação do setor de saneamento – que inclui a limpeza urbana e a coleta seletiva de materiais recicláveis – é uma ameaça real de perda de conquistas e recondução do catador organizado à condição de "explorado". Além disso, a grande maioria dos catadores no Brasil ainda permanece sem apoio e continua trabalhando de forma desorganizada, com risco ainda maior de perder até o lixo como única fonte de sobrevivência.
A organização política, econômica e social, tem demonstrado ser a saída possível para os excluídos dessa nova ordem mundial. Articular propostas coletivas, evidenciar a presença social desse segmento profissional, ampliar parcerias e promover a participação dos catadores na elaboração de políticas públicas voltadas à sua inclusão social estão, portanto, dentre os resultados previstos neste projeto.

## Situação dos Catadores no Brasil
Dentre os dados divulgados pela IPEA em 2013, 90% de tudo o que o Brasil recicla é coletado por catadores e catadoras.

O quadro de desemprego no país vem aumentando significativamente o contingente de pessoas inseridas em atividades informais, dentre as quais, cabe destacar a de catação  de materiais recicláveis, que vem configurando-se, nos centros urbanos, como uma das atividades que recebe os maiores contingentes  populacionais
De fato, a atividade de catação se caracteriza, entre outras questões, por ter uma matéria-prima abundante, ainda que misturada com o lixo comum, ser uma  atividade rudimentar, sem necessidade de um grau de conhecimento técnico apurado, e, ter um mercado dinâmico,mesmo em tempos de constrangimento macroeconômico.
Porém, se as características supracitadas facilitam o ingresso de um  contingente populacional de informais cada vez mais expressivo nessa atividade, esta população se encontra desorganizada, trabalhando em péssimas condições de trabalho, vivendo assim,  em situação de pobreza crítica.
Ao se encontrarem desprovidos de capital, instrumentos de trabalho, capacitação e organização social e econômica, os catadores encontram-se submetidos a uma lógica perversa de exploração por parte de intermediários  de materiais recicláveis.
Este segmento de intermediários fomenta uma situação de constante dependência, e se apropria de um excedente fundamental do trabalho realizado pelos catadores, comprando os materiais coletados a preços irrisórios, haja vista o exemplo do PET, no Estado da Bahia, que é vendido pelos catadores a 0,15 centavos/ kg e posteriormente revendido a 0,90 centavos / kg , sendo que  esta diferença é apropriada por esta cadeia de exploração formada pelos intermediários .
Assim os catadores encontram-se desprovidos de qualquer tipo de equipamento de segurança individual, não possuem capacitação , nem seguem noções básicas de higiene, estando expostos a doenças infecto-contagiosas. Além disso, por trabalharem, em sua maior parte,  individualmente, de modo informal, não tem acesso a equipamentos que possam gerar escala na produção, vendendo os materiais coletados a preços irrisórios junto a intermediários.
Portanto a cadeia da reciclagem, na sua etapa da coleta de materiais recicláveis, encontra-se baseada na apropriação de um super excedente econômico, assentado na exploração do trabalho infantil, trabalho degradante, sendo que em algumas situações, parece haver indicações empíricas, inclusive, de trabalho escravo contemporâneo, através da servidão por dívida junto ao intermediário de material reciclável.
A profissão de catador costuma ser conhecida como uma das atividades de menos direitos trabalhistas e de menor remuneração atualmente existentes. Pelo fato de não conseguirem contribuir com o INSS, a maioria tem dificuldade para receber aposentadoria. Em geral, os catadores se organizam em cooperativas para garantir os direitos trabalhistas, mas atualmente apenas 7,5% no país fazem parte de cooperativas. Estima-se que hoje, na Região Metropolitana de Curitiba, existam entre 30 e 40 mil catadores de papel; desses, apenas três mil são cooperados. Estima-se que no país 800 mil pessoas retiram o sustento através da reciclagem do lixo.
Em Volta Redonda, catadores que receberem menos de um salário mínimo terão recebem um complemento salarial.

## Características dos catadores
Nesse sentido cabe destacar que os obstáculos dos catadores se caracterizam, em essência:
1. Falta de capacitação técnica em áreas como gestão, logística, captação de resíduos recicláveis, entre outros
2. Contingente de catadores em lixão e rua em condições indignas de trabalho e com sérios problemas de saúde.
3. Falta de organização econômica da maioria dos catadores, trabalhando de forma individual.
4. Cadeia da reciclagem estruturada a partir de uma rede de fornecedores intermediários de recicláveis baseada em exploração do trabalho infantil, e, em diversas situações, extremamente degradante.
5. Precárias condições de funcionamento das cooperativas/associações existentes, com falta de infra-estrutura e equipamentos básicos,  provocando dificuldades em estocar a matéria-prima e diminuição  do valor de venda.
6. Falta de assistência técnica que possibilite apoiar as atividades gerencias e de comercialização.
7. Inexistência de uma comercialização centralizada, o que gera dificuldade de trabalhar em escala e superar os intermediários. Cabe salientar o início de superação deste e processo através da constituição de redes de comercialização, ainda que estas sejam exemplos ainda restritos.

No que tange ao contingente total de catadores, existem números desencontrados que vão de 300.000 a 1.000.000 de catadores. O certo é que é um contingente em crescimento, pois a atividade permite uma liquides diária, o que se cata num dia se vende no mesmo dia, tornando-se uma importante estratégia de sobrevivência para recém desempregados, migrantes, população de rua e outros segmentos do universo da pobreza.
Os dados do MNCR sobre suas associações, cooperativas e grupos associados revelam que encontram-se cadastrados cerca de 35.000 catadores e que qualitativamente é possível – através de declarações fornecidas pelos próprios cooperados – segmentá-las em quatro grandes conjuntos: de um conjunto composto por grupos de catadores ainda não-organizados a graus crescentes de organização estrutural e produtiva. Vamos chamar – apenas por falta de nomenclatura melhor – esses conjuntos de Situações, numerando-as em ordem decrescente de organização de 1 a 4.
Situação 1
Grupo formalmente organizado em associação ou cooperativa com prensa, balança, carrinhos e galpão próprios, com capacidade de ampliar sua estrutura física e de equipamentos a fim de absorver novos catadores e criar condições para implantar unidades industriais de reciclagem. Nesta Situação as cooperativas já estão prontas para a verticalização da produção de materiais recicláveis. As cooperativas nesta situação devem ser vistas como importantes vetores de inclusão social.
Situação 2
Grupo formalmente organizado em associação ou cooperativa, contando com alguns equipamentos, porém precisando de apoio financeiro para a aquisição de outros equipamentos e/ou galpões. As cooperativas deste grupo estão numa fase intermediária - com falta de alguns equipamentos para poder expandir a produção - necessitando de reforço de infra-estrutura para ampliar a coleta e assim formalmente incluir novos catadores de materiais recicláveis
Situação 3
Grupo em organização, contando com poucos equipamentos – alguns de sua propriedade - precisando de apoio financeiro para a aquisição de quase todos os equipamentos necessários, além de galpões próprios. O estabelecimento formal de sua cooperativa significará a inclusão de novos postos de trabalho para catadores de materiais recicláveis.
Situação 4
Grupo desorganizado - em rua ou lixão - sem possuir quaisquer equipamentos, e freqüentemente trabalhando em condições de extrema precariedade para intermediários. É necessário apoio financeiro para a montagem completa da infra-estrutura de edificações e de equipamentos. O estabelecimento formal de sua cooperativa significará a inclusão de novos postos de trabalho para catadores de materiais recicláveis.
Para observarmos como se distribui o número de associados e grupos do MNCR nas respectivas situações supra-citadas, temos que:
Número de associados e grupos e respectivas situações
```
Situação    Número de associados       %   Número de grupos    %
Situação 1 1.381                 4% 24                 7%
Situação 2 2.753                 8% 70                 21%
Situação 3 5.720                 16% 122                 37%
Situação 4 25.783                 72% 115                 35%
Total         35.637                 100% 331                 100%
```

As cooperativas em melhor situação – as da Situação 1 – somam apenas 7% de todas as cooperativas filiadas ao MNCR e reúnem uma proporção ainda menor de catadores, 4%. Somadas as duas melhores situações, verifica-se que 28% das cooperativas melhor equipadas congregam apenas 12% da categoria.
No extremo oposto, 35% dos grupos ainda desorganizados são responsáveis por 72% de todos os catadores de materiais recicláveis associados ao MNCMR, em estado de precariedade absoluta.
Lembrando que a Situação 3 não se distingue significativamente da Situação 4, chegaremos à conclusão que 72% desses grupos, com 88% da categoria permanece em estado de precariedade absoluta, quanto às condições e infra-estrutura mínimas para o desempenho de suas atividades, reforçando o quadro de pobreza crítica

## Pesquisa sobre investimento para a geração de postos de trabalho no segmento de catadores de materiais recicláveis
Pesquisa realizada pelo MNCR  estimou que a partir do montante de R$ 168.972.913,12,    poderiam ser gerados 39.040 postos de trabalho diretos, beneficiando cerca de 175.680  pessoas em 199 centros urbanos localizadas em 22 unidades da federação.
A proposta do Movimento é de que estes recursos sejam repassados diretamente para os 244 grupos e bases do MNCR, devidamente registrados e espacializados, já que se trata de demanda previamente identificada.
Propõe-se também que a Fundação Banco do Brasil possa operacionalizar o repasse deste recurso, tendo em vista experiência prévia extremamente exitosa com cooperativas e associações de catadores.

## Características da demanda
A presente demanda deverá capacitar 1.361 catadores de materiais recicláveis em situação de 1 a 4, em ordem decrescente de organização de 1 a 4, conforme caracterização supra-citada, relacionadas aos  quatro grandes conjuntos pesquisados pelo MNCR: de um conjunto composto por grupos de catadores ainda não-organizados a graus crescentes de organização estrutural e produtiva.
Deste conjunto tem-se como meta que 1361 trabalhadores/a serão qualificado/as  e formalmente consolidados as cooperativas e/ou associações de catadores.
Destaca-se também que a geração de postos de trabalho no segmento de catadores de materiais recicláveis é estrategicamente importante devido a um conjunto de fatores, a saber:
- Trata-se de um publico alvo específico do Programa FOME ZERO
- A ação dos catadores reduz o custo de operação dos aterros sanitários e da coleta convencional de lixo, aumentando o tempod e vida útil dos aterros sanitários ;
- A ação dos catadores reduz os custos de energia e matérias primas através do aproveitamento de resíduos sólidos, reduzindo a emissão de poluentes;

Outras características importantes que tornam esta atividade,  com elevado potencial de inclusão da pobreza extrema de forma sustentável são:
- A matéria-prima é abundante. Cada brasileiro, em médias e grandes cidades, produz cerca de 1 kg de lixo por dia, do qual pelo menos 30% é reaproveitável.
- A atividade de coleta é relativamente rudimentar, sem necessidade de um grau de conhecimento técnico apurado, elemento estratégico quando se depara com um público-alvo em situação de extrema miséria, com baixíssimos níveis de escolaridade e que precisa de uma resposta de curto prazo do ponto de vista da sua sobrevivência.
- A atividade de catação encontra-se inserida na cadeia da reciclagem, cujo mercado é dinâmico, mesmo em tempos de constrangimento macroeconômico, haja vista , a elevadíssima liquidez  dos produtos recicláveis.
- Parte significativa dos catadores está incluída no programa bolsa-família. A potencialização desta atividade econômica pode significar o reforço à construção sustentável das denominadas “portas de saída” do programa.

Os catadores de Materiais Reciclaveis de origem de lixões e das ruas executam a primeira etapa do trabalho de reciclagem de materiais. Apesar da importância dessa atividade para a redução da geração de lixo nos aterros sanitários, contribuindo também para a preservação dos recursos naturais, esses trabalhadores são geralmente pouco valorizados. Muitas vezes atuam em condições insalubres, nas ruas ou nos aterros sanitários e "lixões", por uma renda média diária de 27 reais, percorrendo, em média, de 20 a 30 quilômetros, transportando uma carga que varia de 150 a 170 Kg.